# Dunnerdale-with-Seathwaite
Dunnerdale-with-Seathwaite är en civil parish i Storbritannien.   Den ligger i grevskapet Cumbria och riksdelen England, i den centrala delen av landet, 400 km nordväst om huvudstaden London. Antalet invånare är 119.